# Љубе
Љубе (рус. Любэ) је совјетска и руска рок група , коју је 14. јануара 1989. године основао композитор Игор Матвијенко, чији је стални вођа и солиста Николај Расторгујев. Група је усмерена на рок музику, али користи и елементе изворних, народних и војничких песама.
Већи део композиција написао је Игор Матвијенко, а текстове пишу Александар Шаганов и Михаил Андрејев.

## Историја групе
Идеја о стварању групе Љубе припада продуценту и композитору Игору Матвијенку, који је у то време радио у популарном музичком студију. Године 1987. у његовој глави се појавила идеја о стварању нове групе, другачије од уобичајене совјетске поп музике касног периода. Као резултат тога, настала је музичка група чији је рад близак национално-патриотском правцу, са елементима из руских народних песама. Снимање првих песама почело је 14. јануара 1989. у студију Звук. Име групе осмислио је Николај Расторгуев: реч му је позната од детињства; према његовим речима, потиче од украјинске речи „любэ“ и у омладинском жаргону значи „било који, било који, другачији“, показујући да је група у свом раду усмерена на различите жанрове и да пева за свакога.  Давне 1992. године група почиње да снима нове песме које су се разликовале од песама са претходна два албума по теми, квалитету звука и претежно рок звуку у стилу рок балада. Песма „Коњ” постаје посебна на репертоару групе. Снимљена без музичке пратње са хорским деловима, ова песма ће након објављивања албума, који многи сматрају народном, постати хит групе.
Дана 7. маја 1995. године, за 50. годишњицу победе у Великом отаџбинском рату, први пут је снимљена и емитована песма „Комбат“ или „Борба“. Песма је постала хит групе и у Русији је препозната као најбоља песма 1995. године. Указом председника Руске Федерације од 16. априла 1997. „За заслуге држави, велики допринос јачању пријатељства међу народима, дугогодишњу плодну активност у области културе и уметности“, Николај Вјачеславович Расторгујев је добио титулу почасног уметника Руске Федерације. У јануару 1998. група је учествовала на концерту посвећеном сећању на Владимира Висоцког. У октобру 2002. године, солиста групе Љубе Николај Расторгујев добио је титулу Народног уметника Руске Федерације.
Дана 5. септембра 2015. године, на прослави града Љуберци, откривена је скулптура под називом „Момци из нашег дворишта” посвећена групи Љубе. У 2019. група Љубе прославила је 30 година од оснивања. У фебруару 2022. године, поводом 65. рођендана вође групе, објављена је двострука збирка лирских песама. Листу његових омиљених песама саставио је сам Николај Расторгуев, а на њој су биле и раније необјављене песме групе.

## Састав групе
Уметнички директор, продуцент и аранжер је композитор Игор Матвијенко.

### Тренутна постава
- Николај Расторгујев
- Алексеј Тарасов
- Александар Ерокхин
- Павел Сучков
- Алексеј Кантур
- Дмитриј Стрелцов
- Иван Зеленков[15]
- Серафим Тарасов

### Бивши чланови
- Ринат Бахтејев
- Александар Давидов
- Вјачеслав Терешонок
- Александар Николајев
- Анатолиј Кулешов
- Виктор Жук
- Виталиј Локтев
- Јуриј Рипјах
- Александар Вајнберг
- Олег Зењин
- Сергеј Башљков
- Јевгениј Насибулин[16]
- Сергеј Перегуда
- Андреј Данилин
- Павел Усанов
- Јуриј Риманов
- Алексеј Хохлов

## Дискографија

### Албуми
| Година | Назив                          |
| ------ | ------------------------------ |
| 1989.  | Атас                           |
| 1992.  | Кто сказал, что мы плохо жили? |
| 1994.  | Зона Любэ                      |
| 1996.  | Комбат                         |
| 1997.  | Песни о людях                  |
| 2000.  | Полустаночки                   |
| 2002.  | Давай за…                      |
| 2005.  | Рассея                         |
| 2009.  | Свои                           |
| 2015.  | За тебя, Родина-мать!          |